# Medical Expedition to Easter Island

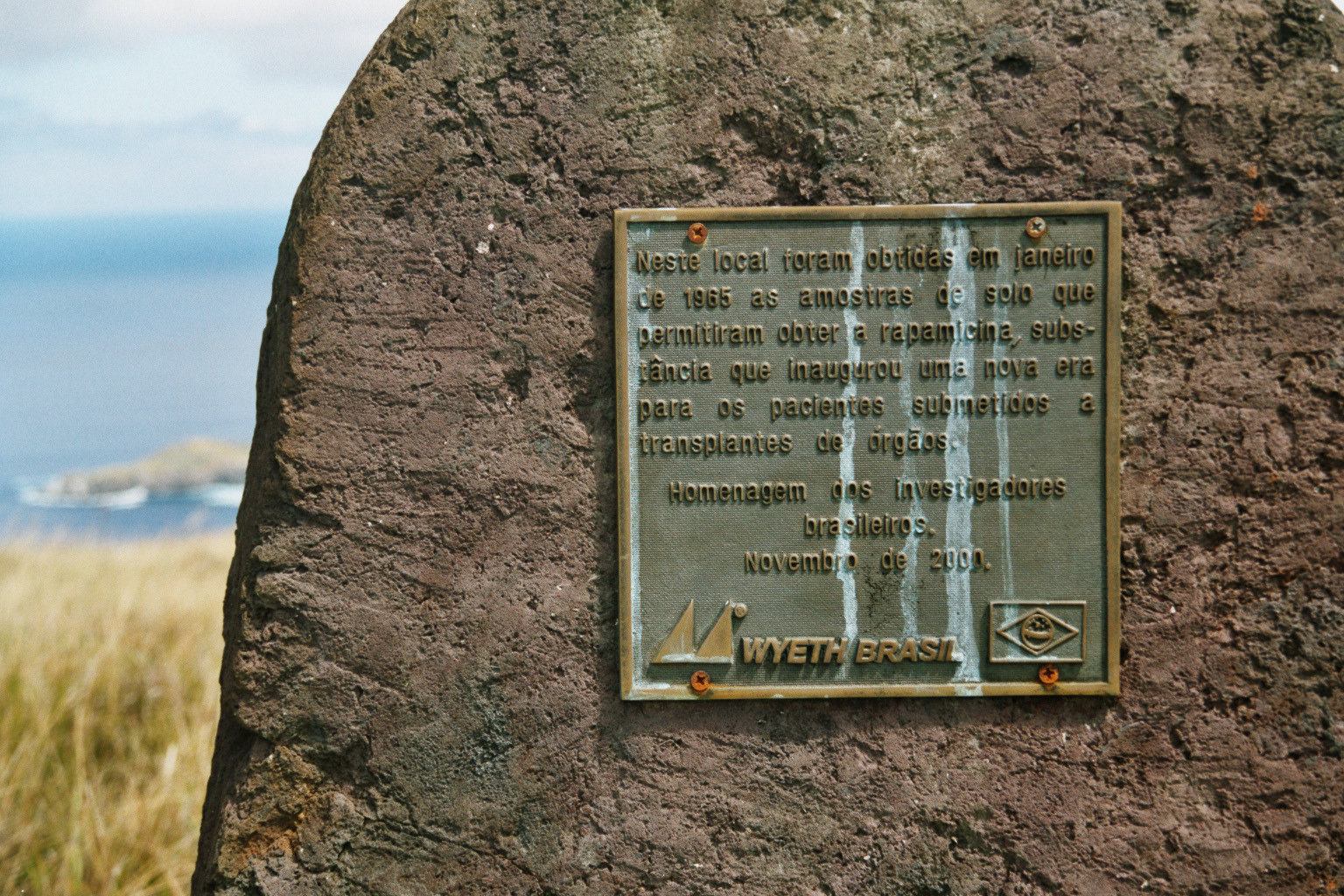
Minnesplakett på Påskön.

Medical Expedition to Easter Island (METEI) var en kanadensisk expedition till Påskön 1964-1965, vilken kom att leda till upptäckten av rapamycin. Denna upptäckt har genererat en stor läkemedelsproduktion och skapat ett betydande biomedicinskt forskningsfält.

## Historik

### Bakgrund
Expeditionen hade sitt ursprung hos två medicinska forskare i Montreal: läkaren och cancerforskaren Stanley Skoryna på McGill University och läkaren och bakteriologen Georges Nógrády på Université de Montréal. Bägge var intresserade av frågor om människans anpassning till omgivningsförändringar.
Upptäckten av rapamycin var ett sidoresultat och blev expeditionens mest intressanta resultat, men expeditionens primära mål var medicinsk undersökning av öns befolkning. Stanley Skorynas ansökan om stöd av Världshälsoorganisationen (WHO) hade rubriken "Immuno-Epidemiological and Genetic Studies on the Population of Easter Island". Skoryna och Nógrády ville undersöka en extremt isolerad befolkning och effekten på omvärldskontakt för denna. De hade hört om den chilenska regeringens plan på att bygga en första flygplats på ön (den senare 1967 öppnade Aeropuerto Internacional Mataveri) och var angelägna om att kartlägga hälsoläget ex ante och senare kunna följa upp med en studie ex post.
De syftade till att observera och bedöma effekten av  en isolerad befolknings exponering för världen utanför. Genom en kombination av personliga och yrkesmässiga kontakter och ihärdighet lyckades Stanley Skoryna mer eller mindre på egen hand få till stånd expeditionen. WHO gav finansiellt stöd, och han kunde övertyga Kanadas och Chiles regeringar om att finansiera respektive ge tillstånd för en storskalig hälsokartläggning på Påskön.
Kanadas marin ställde sin vedettbåt HMCS Cape Scott till förfogande för expeditionen. Det var första gången Kanadas försvarsmakt var så engagerad i en vetenskaplig expedition, första gången ett skepp tillhörigt marinen besökt Påskön och första gången marinen skickat ut kvinnor till sjöss för en längre tid.

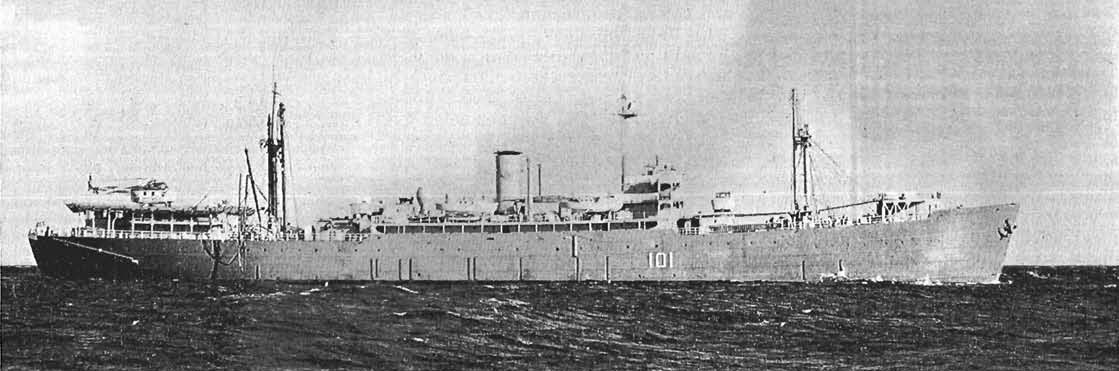
HMCS Cape Scott, omkring 1964.

Fartyget var med sitt tonnage på 8 5000 tillräcklig för att kunna härbärgera expeditionen och dess utrustning, men fartyget var långsamt och med bristande räckvidd. Marinen lät dock bygga om fartyget, så att bränslekapaciteten fördubblades och dess främre lastlucka kunde last de 10 x 20 fot stora ATCO-modulerna. Totalt lastades 150 ton utrustning och förnödenheter ombord i hamnarna i Montréal och Halifax.

### Själva expeditionen
Målen med expeditionen noterades i ett pressmeddelande i juli 1964 som:
1. Utföra en integrerad medicinsk studie av hela Påsköns befolkning, i syfte att undersöka hur miljö- och arvsfaktorer påverkar en isolerad befolkning.
2. Utveckla urvalsmetoder, insamlande och transporter av blodprover och annat biologiskt material.
3. Hjälpa öns befolkning med medicinska problem som skulle kunna komma via allt fler kontakter med fastlandet.
4. Etablera en biologisk forskningsstation till hjälp för öborna och för senare uppföljningsstudier.

Inledningsvis hade Skoryna siktat på en mindre expedition på endast fyra personer, med honom själv, Nógrády, Skorynas före detta student David Murphy (hjärtspecialist vid Royal Victoria Hospital i Montréal) och Harold Gibbs (parasitolog vid MacDonald College i samma stad). Skoryna insåg dock att logistiken och finansiärernas önskemål lutade åt en större expedition med tvärvetenskaplig inriktning. Förutom WHO kom ekonomiskt stöd från McConnell-stiftelsen i Montréal och Kanadas medicinska forskningsråd. Under 1964 hade uppmärksamheten kring expeditionen lett till att hundratals hugade expeditionsmedlemmar ansökte om deltagande, och till slut kom expeditionen att bestå av 38 medlemmar. Detta inkluderade en fotograf från tidningen Life, den spanskkunniga experten på gärdsmygar Rita Dwyer och militärtandläkaren major Alexander Taylor. Barnläkaren Gonzales Donoso fungerade ett tag som Chiles representant i expeditionen.
Den kanadensiska fordonskonstruktören Alberta Trailer Company (ATCO) tillhandahöll 24 bostads- och forskningsmoduler placerade på medar. ATCO hade tänkt sig att få tillbaka de containerliknande modulerna efter expeditionen, men expeditionsledarna beslöt att låta dem få vara kvar på ön; däremot meddelade ingen ATCO om det beslutet. Den entreprenörssinnade Skoryna lät utse 32 välkända kanadensare som hedersrådgivare för expeditionen, och de 32 utnyttjade sitt kontaktnät till att samla ihop proviant, läkemedel och utrustning till ett värde av 100 000 kanadensiska dollar.
Den 16 november 1964 lämnade HMCS Cape Scott hamnen i Halifax i Nova Scotia. Skoryna hade meddelat skeppets kapten att expeditionen skulle komma att behöva två månader för sitt genomförande. Kapten C. Anthony Law visste efter studier av loggböcker på stillahavsresor att december, januari och februari var de bästa månaderna för sjötrafik i sydöstra Stilla havet. Ett stormfritt väder var av nöden, eftersom Påskön inte hade någon skyddad hamn och fartyget under expeditionens två undersökningsmånader skulle behöva ligga ute till sjöss. Den planerade lossningen av lasten skulle ta sex dagar, och ankomsttiden var beräknad för att inte krocka med det årliga besöket av lastfartyget Presidente Pinto i början av januari.
Via mellanstopp på San Juan på Puerto Rico och Balboa i Panama tillkom kompletterande expeditionsmedlemmar. 13 december anlände man till ön, och fartyget ankrade inledningsvis i djupt vatten vid Cook's Bay nära Hanga Roa. Lossningen av lasten tog fem dagar, och ytterligare sex dagar användes för att sätta alla bostäder och forskningsverksamhet i ordning.
Den 40 personer stora expeditionen satte upp laboratorier och bostäder på ön och arbetade där från 13 december 1964 till 11 februari 1965. Förutom att genomföra grundliga fysiska undersökningar av och ta biologiska prover från flertalet av öns något färre än tusen invånare (949 öbor i december 1964), undersökte och dokumenterade expeditionens forskare öns flora och fauna. På 33 dagar genomfördes 3 450 röntgenundersökningar av 840 öbor, blodprov togs och salivprov samlades. Nógrády undersökte situationen runt TBC, stelkramp och lepra på ön; den senare sjukdomen hade introducerats från Tahiti på 1800-talet och var ett långvarigt problem på ön.
Vid sidan av de vetenskapliga insatserna bidrog expeditionen och trion Francis Mazière, Guido Andrade och Alfonso Rapu till att lyfta öbornas politiska medvetenhet. Den franske hobbyarkeologen Mazière fanns på ön när Cape Scott anlände, Andrade var en chilensk skeppsläkare bosatt på ön och Rapu var lärare. Alla tre var kritiska till det chilenska styret på ön och stödde åtgärder för ett ökat lokalt självstyre. Genom att den liberale Eduardo Frei i oktober 1964 valdes till chilensk president, fanns en bättre grogrund för att ifrågasätta den lokale guvernören Portillas regemente. Genom ett parallellt och inofficiell omröstning valdes Rapu till ny borgmästare över ön, i direkt strid mot Portillas styre. Ett brev, kritiskt emot Portillas politik, transporterades iväg från ön med Cape Scott, tillsammans med den lokalt populäre Andrade som Portilla ansåg skulle ställas till svars för förräderi vid en militärdomstol på fastlandet.
Händelseutvecklingen ledd till något av en lokal revolution, vilken 31 december 1964 uppmärksammades i The New York Times. Samtidigt äventyrade det osäkra styret på ön expeditionens arbete och fortbestånd; det gällde att varken förlora öbornas lojalitet eller den chilenska regeringens stöd till expeditionen.

### Resultat och efterspel
Premissen för projektet visade sig vara tveksam. Trots det isolerade läget hade befolkningen utsatts för en hel del kontakter med omvärlden, och redan 1961 hade den chilenska regeringen lagt planer för en kommande flygplats på ön. Det blev hellre inte någon efterföljande studie efter det att flygplatsen från 1967 hade öppnat ön för intensivare kontakter med omvärlden. Den etniska sammansättningen hade förändrats i omgångar genom historien, och mellan 1722 och 1862 hade minst 53 fartyg besökt ön. På 1860-talet rekryterades alternativt tvingades en tredjedel av befolkningen till [tvångs]arbete i Peru, och av dessa 1407 öbor återkom endast 15. 1877 återstod endast 111 öbor ur den polynesiska ursprungsbefolkningen, och en omfattande folkblandning hade samtidigt skett. 1888 annekterades slutligen ön av Chile. Missionärer, urfolksreservat och rika landägare från fastlandet bidrog till att förändra öns kultur, fauna och flora.
Däremot ledde expeditionen till upptäckten av läkemedlet rapamycin, vilket fortfarande under 2020-talet är föremål för omfattande forskning beträffande nya tillämpningsområden. Rapamycin fungerar som ett antibiotikum och producerades på ön av en aerobisk grampositiv jordbakterie – i första hand Streptomyces hydroscopicus. Studer under 1970- och 1980-talet har visat att molekylen kan fungera som en hämmare av svamptillväxt, förhindra autoimmun aktion i kroppen samt som motmedel mot cancerceller.
Expeditionens kvarlämnade arkiv finns på University of British Colombia.